# Lijst van nummer 1-hits in de UK Singles Chart in 1969
Deze hits stonden in 1969 op nummer 1 in de UK Singles Chart:
| Datum        | Artiest                        | Titel                                    |
| ------------ | ------------------------------ | ---------------------------------------- |
| 4 januari    | Marmalade                      | Ob-la-di, ob-la-da                       |
| 11 januari   | The Scaffold                   | Lily the Pink                            |
| 18 januari   | Marmalade                      | Ob-la-di, ob-la-da                       |
| 25 januari   | Marmalade                      | Ob-la-di, ob-la-da                       |
| 1 februari   | Fleetwood Mac                  | Albatross                                |
| 8 februari   | The Move                       | Blackberry way                           |
| 15 februari  | Amen Corner                    | (If paradise is) Half as nice            |
| 22 februari  | Amen Corner                    | (If paradise is) Half as nice            |
| 1 maart      | Peter Sarstedt                 | Where do you go to (my lovely)           |
| 8 maart      | Peter Sarstedt                 | Where do you go to (my lovely)           |
| 15 maart     | Peter Sarstedt                 | Where do you go to (my lovely)           |
| 22 maart     | Peter Sarstedt                 | Where do you go to (my lovely)           |
| 29 maart     | Marvin Gaye                    | I heard it through the grapevine         |
| 5 april      | Marvin Gaye                    | I heard it through the grapevine         |
| 12 april     | Marvin Gaye                    | I heard it through the grapevine         |
| 19 april     | Desmond Dekker & the Aces      | The Israelites                           |
| 26 april     | The Beatles & Billy Preston    | Get back                                 |
| 3 mei        | The Beatles & Billy Preston    | Get back                                 |
| 10 mei       | The Beatles & Billy Preston    | Get back                                 |
| 17 mei       | The Beatles & Billy Preston    | Get back                                 |
| 24 mei       | The Beatles & Billy Preston    | Get back                                 |
| 31 mei       | The Beatles & Billy Preston    | Get back                                 |
| 7 juni       | Tommy Roe                      | Dizzy                                    |
| 14 juni      | The Beatles                    | The ballad of John and Yoko              |
| 21 juni      | The Beatles                    | The ballad of John and Yoko              |
| 28 juni      | The Beatles                    | The ballad of John and Yoko              |
| 5 juli       | Thunderclap Newman             | Something in the air                     |
| 12 juli      | Thunderclap Newman             | Something in the air                     |
| 19 juli      | Thunderclap Newman             | Something in the air                     |
| 26 juli      | The Rolling Stones             | Honky tonk women                         |
| 2 augustus   | The Rolling Stones             | Honky tonk women                         |
| 9 augustus   | The Rolling Stones             | Honky tonk women                         |
| 16 augustus  | The Rolling Stones             | Honky tonk women                         |
| 23 augustus  | The Rolling Stones             | Honky tonk women                         |
| 30 augustus  | Zager & Evans                  | In the year 2525 (Exordium and terminus) |
| 6 september  | Zager & Evans                  | In the year 2525 (Exordium and terminus) |
| 13 september | Zager & Evans                  | In the year 2525 (Exordium and terminus) |
| 20 september | Creedence Clearwater Revival   | Bad moon rising                          |
| 27 september | Creedence Clearwater Revival   | Bad moon rising                          |
| 4 oktober    | Creedence Clearwater Revival   | Bad moon rising                          |
| 11 oktober   | Jane Birkin & Serge Gainsbourg | Je t'aime... moi non plus                |
| 18 oktober   | Bobbie Gentry                  | I'll never fall in love again            |
| 25 oktober   | The Archies                    | Sugar, Sugar                             |
| 1 november   | The Archies                    | Sugar, sugar                             |
| 8 november   | The Archies                    | Sugar, sugar                             |
| 15 november  | The Archies                    | Sugar, sugar                             |
| 22 november  | The Archies                    | Sugar, sugar                             |
| 29 november  | The Archies                    | Sugar, sugar                             |
| 6 december   | The Archies                    | Sugar, sugar                             |
| 13 december  | The Archies                    | Sugar, sugar                             |
| 20 december  | Rolf Harris                    | Two little boys                          |
| 27 december  | Rolf Harris                    | Two little boys                          |

1952 ·
1953 ·
1954 ·
1955 ·
1956 ·
1957 ·
1958 ·
1959 ·
1960 ·
1961 ·
1962 ·
1963 ·
1964 ·
1965 ·
1966 ·
1967 ·
1968 ·
1969 ·
1970 ·
1971 ·
1972 ·
1973 ·
1974 ·
1975 ·
1976 ·
1977 ·
1978 ·
1979 ·
1980 ·
1981 ·
1982 ·
1983 ·
1984 ·
1985 ·
1986 ·
1987 ·
1988 ·
1989 ·
1990 ·
1991 ·
1992 ·
1993 ·
1994 ·
1995 ·
1996 ·
1997 ·
1998 ·
1999 ·
2000 ·
2001 ·
2002 ·
2003 ·
2004 ·
2005 ·
2006 ·
2007 ·
2008 ·
2009 ·
2010 ·
2011 ·
2012 ·
2013 ·
2014 ·
2015 ·
2016 ·
2017 ·
2018 ·
2019 ·
2020 ·
2021
- Nederland (Top 40)
- Nederland (Single Top 100)
- Duitsland
- Verenigd Koninkrijk
- Verenigde Staten (Hot 100)